# Searsia humpatensis
Searsia humpatensis är en sumakväxtart som först beskrevs av Robert Desmond Meikle, och fick sitt nu gällande namn av Moffett. Searsia humpatensis ingår i släktet Searsia och familjen sumakväxter. Inga underarter finns listade i Catalogue of Life.